# Tenuipalpus micheli
Tenuipalpus micheli är en spindeldjursart som beskrevs av Lawrence 1940. Tenuipalpus micheli ingår i släktet Tenuipalpus och familjen Tenuipalpidae. Inga underarter finns listade i Catalogue of Life.